# Peristylus aristatus
Peristylus aristatus är en orkidéart som beskrevs av John Lindley. Peristylus aristatus ingår i släktet Peristylus och familjen orkidéer. Inga underarter finns listade i Catalogue of Life.